# Jombang (huyện)
Jombang là một huyện của tỉnh Đông Java, Indonesia. Thủ phủ là Jombang. Huyện có diện tích 1.159,5 km² và dân số là 1.163.420 người (2005). Jombang trở thành huyện vào năm 1910.
Jombang được chia thành 21 phó huyện (Kecamatan): Bandar Kedungmulyo, Perak, Gudo,Diwek, Ngoro, Mojowarno, Bareng, Wonosalam, Mojoagung, Sumobito, Jogoroto, Peterongan, Jombang, Megaluh, Tembelang, Kesamben, Kudu, Ngusikan, Ploso, Kabuh và Plandaan.

## Khí hậu
| Dữ liệu khí hậu của huyện Jombang | Dữ liệu khí hậu của huyện Jombang | Dữ liệu khí hậu của huyện Jombang | Dữ liệu khí hậu của huyện Jombang | Dữ liệu khí hậu của huyện Jombang | Dữ liệu khí hậu của huyện Jombang | Dữ liệu khí hậu của huyện Jombang | Dữ liệu khí hậu của huyện Jombang | Dữ liệu khí hậu của huyện Jombang | Dữ liệu khí hậu của huyện Jombang | Dữ liệu khí hậu của huyện Jombang | Dữ liệu khí hậu của huyện Jombang | Dữ liệu khí hậu của huyện Jombang | Dữ liệu khí hậu của huyện Jombang |
| Tháng | 1                                 | 2                                 | 3                                 | 4                                 | 5                                 | 6                                 | 7                                 | 8                                 | 9                                 | 10                                | 11                                | 12                                | Năm                               |
| --- | --------------------------------- | --------------------------------- | --------------------------------- | --------------------------------- | --------------------------------- | --------------------------------- | --------------------------------- | --------------------------------- | --------------------------------- | --------------------------------- | --------------------------------- | --------------------------------- | --------------------------------- |
| Trung bình ngày tối đa °C (°F) | 33 (91)                           | 32 (90)                           | 33 (91)                           | 32 (90)                           | 31 (88)                           | 31 (88)                           | 30 (86)                           | 31 (88)                           | 32 (90)                           | 33 (91)                           | 35 (95)                           | 33 (91)                           | 32.2 (90.0)                       |
| Trung bình ngày °C (°F) | 29 (84)                           | 28 (82)                           | 29 (84)                           | 28 (82)                           | 27 (81)                           | 27 (81)                           | 27 (81)                           | 27 (81)                           | 27 (81)                           | 28 (82)                           | 30 (86)                           | 29 (84)                           | 28 (82)                           |
| Tối thiểu trung bình ngày °C (°F) | 25 (77)                           | 25 (77)                           | 25 (77)                           | 25 (77)                           | 24 (75)                           | 24 (75)                           | 23 (73)                           | 23 (73)                           | 22 (72)                           | 24 (75)                           | 26 (79)                           | 25 (77)                           | 24.3 (75.7)                       |
| Lượng mưa trung bình mm (inches) | 223 (8.8)                         | 221 (8.7)                         | 198 (7.8)                         | 237 (9.3)                         | 147 (5.8)                         | 181 (7.1)                         | 37 (1.5)                          | 20 (0.8)                          | 5 (0.2)                           | 29 (1.1)                          | 80 (3.1)                          | 280 (11.0)                        | 138.2 (5.44)                      |
| Số ngày mưa trung bình | 15                                | 10                                | 10                                | 8                                 | 7                                 | 7                                 | 4                                 | 0                                 | 0                                 | 1                                 | 8                                 | 14                                | 84                                |
| Độ ẩm tương đối trung bình (%) | 71                                | 79.78                             | 78.32                             | 82.83                             | 74.16                             | 69.7                              | 66.61                             | 68.03                             | 64.23                             | 64.22                             | 64.3                              | 72.8                              | 71.3                              |
| Nguồn 1: "Weather Forecast & Reports - Long Range & Local \| Wunderground \| Weather Underground". www.wunderground.com. Truy cập ngày 12 tháng 4 năm 2016. |                                   |                                   |                                   |                                   |                                   |                                   |                                   |                                   |                                   |                                   |                                   |                                   |                                   |
| Nguồn 2: "Badan Pusat Statistik Kabupaten Jombang". jombangkab.bps.go.id. Bản gốc lưu trữ ngày 23 tháng 4 năm 2016. Truy cập ngày 12 tháng 4 năm 2016.      |                                   |                                   |                                   |                                   |                                   |                                   |                                   |                                   |                                   |                                   |                                   |                                   |                                   |